# Leptoneta waheulgulensis
Leptoneta waheulgulensis là một loài nhện trong họ Leptonetidae.
Loài này thuộc chi Leptoneta. Leptoneta waheulgulensis được miêu tả năm 1991 bởi Namkung.